# Manaquí aladaurat
El manaquí aladaurat (Masius chrysopterus) és un ocell de la família dels píprids (Pipridae) i única espècie del gènere Masius Bonaparte, 1850

## Hàbitat i distribució
Habita la selva pluvial dels Andes a Colòmbia, nord-oest de Veneçuela, l'Equador i nord del Perú.